# Association de l'industrie et de l'agriculture françaises
L'Association de l'industrie et de l'agriculture françaises est un groupe de pression patronal de la IIIe République.

## Historique
En 1878, des industriels et des parlementaires créent l'Association de l'industrie française, « fondée pour la défense du travail national », afin de combattre le libre-échange libéral et les traités de commerce et défendre un programme protectionniste. Ses statuts sont présentés lors d'une assemblée en juin. 

À partir de la fin des années 1880, elle se rapproche des notables propriétaires terriens de la Société des agriculteurs de France et d'hommes politiques protectionnistes comme Jules Méline. Ils combattent ensemble pour imposer en 1892 une transformation du régime douanier (janvier 1892, adoption du Tarif Méline, discuté au Parlement depuis 1891). Jules Méline est porté à la présidence de l'Association fin avril 1893. Des représentants du monde agricole sont intégrés à l'association qui change de nom et devient l'Association de l'industrie et de l'agriculture françaises. Lors de l'assemblée générale de l'AIAF en 1894, Méline salue ainsi les représentants de l'agriculture : 

« Votre présence parmi nous est une grande satisfaction. J'ai toujours pensé que la meilleure manière de combattre les retours offensifs de nos adversaires était de réunir ensemble et de fondre étroitement toutes les branches de la production nationale. L'union entre l'agriculture et l'industrie rendra notre force inébranlable. Soyez les bienvenus, Messieurs les agriculteurs, l'industrie vous accueille fraternellement et vous pouvez serrer, sans arrière-pensée, la main loyale qu'elle vous tend. »

 Méline affirme avoir accepté la présidence à la condition que l'agriculture soit intégrée à l'association.
Le rôle de l'association décroit avec la naissance en 1919 de la Confédération générale de la production française, à laquelle elle est liée ; mais elle conserve son autonomie. Elle tente de revenir au premier plan, avec la nomination comme directeur de Pierre Lyautey, de 1925 à 1933, et la formation sous son égide de comités, tels la Société d'économie nationale, dont la présidence est confiée à Lucien Romier, rédacteur en chef et éditorialiste du Figaro, et le Comité économique international en 1928. Elle se spécialise alors dans les questions douanières. René Théry, docteur en droit, directeur et rédacteur en chef de L'Economiste européen depuis 1925, succède à P. Lyautey comme délégué général.
Elle tente de revivre après 1945, en relation avec le Conseil national du patronat français, mais est dissoute en 1961.

## Présidents, membres du comité directeur et adhérents

### Présidents successifs
- Alexandre Jullien, maître de forges, ancien député[9]
- Paul Léon Aclocque, industriel, ancien député de l'Ariège, 1888 à son décès en 1893[10]
- Jules Méline, de 1893[11] à 1896
- Charles Sébline, propriétaire terrien, sénateur de l'Aisne, de 1896 à 1898, désigné en remplacement de Méline, nommé au ministère de l'agriculture[12]
- Jules Méline, de 1898 à 1912[13]
- Eugène Touron, industriel, sénateur de l'Aisne et président de la Chambre de commerce de Saint-Quentin, de 1912 à son décès en décembre 1924[14]
- Henry Le Mire, industriel, député de l'Eure, de 1925 à 1934
- Émile Taudière, industriel, député des Deux-Sèvres, d'octobre 1934 à 1945
- René Théry

| Portrait                                                              | Identité                         | Période | Période          | Durée  |
| Portrait                                                              | Identité                         | Début   | Fin              | Durée  |
| --------------------------------------------------------------------- | -------------------------------- | ------- | ---------------- | ------ |
| Pas de portrait sous licence libre disponible pour Alexandre Jullien. | Alexandre Jullien (1823 - 1898)  | 1878    |                  |        |
| Paul Léon Aclocque                                                    | Paul Léon Aclocque (1834 - 1893) | 1888    | 1893             | 5 ans  |
| Jules Méline                                                          | Jules Méline (1838 - 1925)       | 1893    | 1896             | 3 ans  |
| Charles Sébline                                                       | Charles Sébline (1846 - 1917)    | 1896    | 1898             | 2 ans  |
| Eugène Touron                                                         | Eugène Touron (1857 - 1924)      | 1912    | 27 décembre 1924 | 12 ans |
| Pas de portrait sous licence libre disponible pour Henry Le Mire.     | Henry Le Mire (1873 - 1934)      | 1925    | 4 juillet 1934   | 9 ans  |
| Pas de portrait sous licence libre disponible pour Émile Taudière.    | Émile Taudière (1890 - 1967)     | 1934    | 1945             | 11 ans |

### Animateurs successifs
- Armand Pihoret (1825-1892), administrateur-délégué de l'Association de l'industrie française, administrateur de la Société métallurgique de l'Ariège, ancien préfet monarchiste, homme d'œuvres catholiques (membre du comité de l'œuvre des cercles catholiques, président de l'œuvre du courtage d'assurances, membre du comité de l'Union fraternelle)[15]. Il a été très actif dans la campagne qui a mené au tarif Méline[16].
- Emile Jaubert, 1893-?, administrateur-délégué de l'AIAF
- Charles Renard, ?-1912, administrateur-délégué de l'AIAF, ancien magistrat, avocat, directeur des syndicats des fabricants de sucre et des filateurs de coton, collaborateur du comité central des houillères[17]
- Charles Grosclaude
- Pierre Lyautey, directeur et délégué général, 1925-1933
- René Théry (1890-1952), délégué général, 1933-1945

### Membres: industriels de la métallurgie et du textile, propriétaires terriens
À l'origine, les dirigeants de l'association sont surtout des industriels de la métallurgie (Jullien est administrateur-directeur des forges de Terre-Noire (Loire), Auclocque, administrateur-délégué des forges de l'Ariège, Martelet, vice-président, est administrateur-délégué des forges de Denain et Anzin, Jordan, secrétaire, est administrateur des hauts fourneaux des Marseille). Ainsi que des parlementaires (trois sénateurs, Nicolas Claude, Augustin Pouyer-Quertier, défenseur du protectionnisme, et Ernest Feray), des industriels de la mécanique (Adolphe Japy, Moreau de Fives-Lille), des industriels du charbon (Vuillemin, président du comité des houillères du Nord et du Pas-de-Calais) et des industriels du textile, tels Emile Widmer, Joly de Bammeville, manufacturier à Saint-Quentin, ou Julien Le Blan, filateur à Lille, président du comité linier du Nord. Parmi les membres fondateurs, on trouve aussi des chambres de commerce (de Lille, Elbeuf, Roanne, Saint-Malo, Saint-Quentin), des armateurs (Henri Bergasse, de Marseille, Emile Bossière, du Havre), des associations patronales (comité des forges, comité commercial et industriel de Normandie, comité linier de Lille, syndicat cotonnier de l'Est), des entreprises (Fives-Lille, Compagnie des forges de Châtillon-Commentry et Neuves-Maisons, etc.), quelques négociants (Ernest Siegfried, du Havre).
La composition sociale du comité ne change pas avec les années, avec toujours des représentants éminents des vieilles industries de la Première révolution industrielle : industriels du textile (Touron, Le Mire, les sénateurs Gustave Denis, Alfred Thiriez, les vice-présidents de l'AIAF Charles Saint, Jean Noblot, sénateur, Robert Stewart Carmichaël, René Laederich, secrétaire général avant 1914 puis vice-président en 1925, régent de la Banque de France, Arthur Waddington, vice-président en 1925) et de la métallurgie : les vice-présidents Alexandre Dreux, de la Société des aciéries de Longwy, Léopold Pralon, de Denain et Anzin), et René Fould, vice-président en 1939. Des propriétaires terriens aussi, tels Sébline, à la tête d'une exploitation de 300 hectares et d'une sucrerie, ou le marquis Louis de Vogüé, président de la Société des agriculteurs de France, vice-président de l'AIAF à partir de 1932. 
Henri Davezac, le trésorier de l'AIAF à la fin des années 1930, est toutefois le vice-président délégué du syndicat général de la construction électrique et donc le représentant d'une industrie de la deuxième révolution industrielle.
Les présidents de l'association mènent une carrière parlementaire (Méline, Touron, Le Mire, Taudière). C'est le cas aussi d'autres membres du comité directeur comme Jean Plichon (président de la compagnie des mines de Béthune et administrateur notamment de Denain-Anzin, de l'UIMM), député du Nord, vice-président du Comité central des houillères de France et de la Société des agriculteurs de France, le comte Louis Doynel de Saint-Quentin, propriétaire terrien et administrateur de la Société des aciéries de Longwy, député puis sénateur du Calvados jusqu'à son décès en 1928, vice-président et président de la section agricole de l'association, le sénateur meusien Charles-Henri Cournault, vice-président à la fin des années 1930.
Sont membres de l'association des individus, des entreprises, des chambres de commerce et des groupements patronaux, tel le Comité des forges de l'Est, qui y adhère en 1893.

## Des liens étroits avec d'autres associations patronales
Ses dirigeants font partie d'autres associations patronales :
- le Comité des forges[31] avec Aclocque (trésorier), Jullien, Martelet, puis Lambert-Ribot (délégué général), Pralon (vice-président depuis 1907), ou René Fould (vice-président de l'AIAF à la fin des années 1930),
- l'Union des syndicats patronaux des industries textiles, cofondée en 1900 par Carmichaël et Touron[32],
- le syndicat général de l'industrie cotonnière[33] : ses présidents successifs sont vice-présidents de l'AIAF à partir de 1925 : René Laederich, qui le préside de 1920 à 1932, Arthur Waddington, qui préside par ailleurs depuis 1921 l'Association cotonnière coloniale[34], Victor Tenthorey.

Touron et Carmichaêl ont dirigé à partir de 1909 le Comité central d'études et de défense fiscale, un cartel d'associations patronales, qui mena en particulier une campagne contre l'impôt sur le revenu avant la Première Guerre mondiale. Sébline a été de même l'un des vice-présidents en 1899 de la Fédération des contribuables. Le comte de Saint-Quentin est vers 1911 vice-président de la Fédération nationale pour la défense des contribuables contre le projet d'impôt sur le revenu, présidée par Jules Roche. 
À sa fondation en 1915, le sénateur Touron est l'un des vice-présidents de l'Association nationale d'expansion économique, tandis que le comte de Saint-Quentin est membre de son conseil d'administration. Carmichaël et Pralon sont également membres du conseil d'administration qui comprend à la fois des protectionnistes et des industriels plus libre-échangistes. 
L'AIAF coopère avec la Confédération générale de la production française (CGPF). Pierre Lyautey est d'ailleurs membre de son comité central et René-Paul Duchemin, président de la CGPF, est membre de l'association. Alexandre de Lavergne, délégué général de la CGPF, est l'un des animateurs de la Société d'économie nationale. L'AIAF s'est associée à des demandes de la CGPF. Taudière est l'un des vice-présidents en 1936 de la nouvelle CGPF, Confédération générale du patronat français.
Dans la seconde moitié des années 1920, Lyautey est avec René Laederich le représentant de l'association au Comité franco-allemand d'information et de documentation, où l'on trouve des patrons - dont Peyerimhoff et Duchemin - , Seydoux, ainsi que des personnalités de la Société d'économie nationale et du Comité international économique (Siegfried, Romier, d'Ormesson).

## Moyens d'action et convictions défendues
L'association émet des vœux, adresse des courriers aux ministres et aux parlementaires, envoie des délégations comprenant des parlementaires auprès des présidents de la République, des présidents du conseil et des ministres (du commerce, des finances, des travaux publics, des colonies), est entendue par des commissions parlementaires, s'adresse aux conseils généraux pour qu'ils soutiennent son action.
Elle se dote de périodiques, l'hebdomadaire L'Industrie française, « organe de la défense du travail national », puis en 1884 L'Effort national. Méline et Jules Domergue ont fondé en 1892 un autre périodique, La Réforme économique, sous les auspices de l'Association de l'industrie française. Jules Domergue (1852-1922), son directeur, a été journaliste à L'Industrie française et au Travail national. C'est un publiciste défenseur du protectionnisme, moqué par le libre-échangiste Journal des économistes. Il est l'auteur d'essais et de pamphlets, tel en 1891 La comédie libre-échangiste. Ce périodique est ensuite dirigé par le fils de Jules Domergue, Philippe, directeur-adjoint de l'AIAF et secrétaire de la Société d'économie nationale. Romier, Mireaux, Lyautey, Claude-Joseph Gignoux, ainsi que Daniel Serruys, Edmond Sohier, administrateur du Comité central des fabricants de sucre, et Jean Duhamel, secrétaire du Comité central des houillères de France et administrateur du quotidien La Journée industrielle, figurent à son comité de rédaction à la fin des années 1920. En 1893, l'AIAF, consciente que les journaux parisiens ne sont pas favorables à ses thèses, décide de se doter d'un quotidien: elle reprend le quotidien La République française et Méline devient son directeur politique. Jules Domergue est un temps son rédacteur en chef.
Elle parraine des sociétés de pensée. La Société d'économie politique nationale est fondée en décembre 1897 par Jules Domergue, son secrétaire général, Edmond Théry et Henry Garnier. Méline est son président d'honneur, Touron a été son trésorier jusqu'en 1905, Pralon a été l'un de ses vice-présidents, Carmichael et les animateurs de l'AIAF (Jaubert, Renard) ont siégé à son comité de direction. Ses présidents sont des universitaires: Paul Cauwès, professeur d'économie politique à la Faculté de droit de Paris, puis à partir de 1900 Marcel Dubois, professeur de géographie coloniale à la Faculté des lettres de l'Université de Paris. Cette société est réactivée à la fin de l'année 1925 sous le nom de Société d'économie nationale, avec Lucien Romier comme président, Lyautey, qui a été un temps son vice-président, Émile Mireaux, Claude-Joseph Gignoux, René Théry. L'AIAF parraine le Comité international économique, fondé par la Société d'économie nationale en 1928. Ce comité donne des conférences, afin de sensibiliser l’opinion publique aux questions économiques et d'« accroître la résonance » des débats des experts. Il s’insère selon Romier dans le processus « qui a été fait pour mettre en communication les représentants des intérêts des différentes nations dans l’ordre économique », et qui a culminé avec la conférence économique internationale de Genève de 1927. En sont membres les mêmes personnalités, ainsi que des représentants du monde des affaires (René-Paul Duchemin, président de la CGPF, Étienne Fougère, président de l'Association nationale d'expansion économique, Henri de Peyerimhoff de Fontenelle, du Comité central des houillères de France, le banquier Masson, du Crédit lyonnais), l'ancien haut fonctionnaire du Quai d'Orsay Jacques Seydoux (administrateur de Paribas et directeur de la revue Pax), Wladimir d'Ormesson, André Siegfried, Louis Germain-Martin. Lyautey est délégué de ce groupement, et Philippe Domergue secrétaire général. Quant aux agriculteurs de l'association, ils disposent de l'appui de L'Agriculture puis du Journal d'agriculture pratique et de leur rédacteur en chef, Henry Sagnier, membre du comité directeur de l'association.
Ses membres parlementaires siègent aux commissions de la Chambres des députés et du Sénat qui l'intéressent, tel Sébline, secrétaire puis vice-président (1896-97) de la commission des douanes à la Chambre, ou Emile Taudière, rapporteur général de la commission des douanes lorsqu'il est élu président de l'association en 1934. Elle reçoit des parlementaires amis ou membres lors de ses assemblées générales, qui se terminent par un banquet, auquel prennent part des ministres en exercice, ainsi que des parlementaires, dont certains sont membres du « Parti colonial » dans l'entre-deux-guerres, et des hauts-fonctionnaires du ministère du commerce, tels Serruys ou Paul Elbel, dans le contexte des négociations douanières internationales de l'entre-deux-guerres qui intéressent l'association.
Ses directeurs donnent des conférences et prennent part à des congrès, tel Philippe Domergue au congrès du régime douanier colonial de 1925 à Marseille, où il défend les intérêts des cotonniers. L'association, avec l'appui de la CPGF, de l'Association nationale d'expansion économique et de la Société des agriculteurs de France organise en 1932 un congrès de l'industrie et de l'agriculture françaises, présidé par le président de la commission des douanes du Sénat, avec Le Mire, le marquis de Voguë, Duchemin, Achille Fould, président du groupe de défense paysanne à la Chambre, Claude-Joseph Gignoux et Louis Rollin, président de la commission du commerce de la Chambre des députés, qui défend les contingentements douaniers. Philippe Domergue est le secrétaire général du congrès. René Théry a été le rapporteur de la commission économique (présidée par Serruys) de la conférence impériale de 1934-35.
Touron, Carmichaël et Jules Domergue ont fait partie du comité d'organisation constitué pour le Congrès international de la réglementation douanière de 1913, visant à discuter des « questions douanières et économiques dont la solution serait de nature à faciliter et à développer les échanges entre les divers pays ». Et le très libre-échangiste Journal des économistes notait avec satisfaction en 1916 l'évolution de La Réforme économique en faveur de l'idée d'une entente évitant les hostilités douanières qui régissaient les relations entre États; le périodique de Domergue affirmant qu'il admettait désormais « l'opportunité de la conclusion d'une sorte d'entente économique entre les alliés », mais avec réticence . René Laederich, dans les années 1920, a participé à des réunions douanières nationales et internationales. Le gouvernement l'a désigné en 1920 pour discuter avec des industriels allemands de la « reprise de relations économiques » entre la France et l’Allemagne, aux côtés de Jacques Seydoux, alors sous-directeur des relations commerciales au Quai d'Orsay et d'autres industriels ; il est en novembre 1923 l’un des conseillers techniques à la conférence internationale sur les simplifications des formalités douanières, organisée à Genève par la SDN, du 15 octobre au 3 novembre. En 1927, il fait partie des 34 experts membres de la délégation française à la conférence économique de Genève, sous l’égide de la SDN, qui s’est tenue en mai. La France y était représentée par cinq délégués, dont Louis Loucheur et Henri de Peyerimhoff, mais aussi Léon Jouhaux de la CGT et Serruys. Il y figure comme expert de l’industrie textile du coton, aux côtés des représentants de la soie (Étienne Fougère), de la laine (Mathon et Dubrulle), des textiles artificiels (Gillet), et des autres représentants des autres branches industrielles (Marlio, Ernest Mercier, Théodore Laurent, Lambert-Ribot, Duchemin, Pierre-Ernest Dalbouze, etc.). L’année suivante, il est nommé par un arrêté signé par Maurice Bokanowski membre du comité consultatif des accords commerciaux, présidé par Serruys, aux côtés de Dalbouze, Lambert-Ribot, Jacques Lacour-Gayet, Mathon, le baron Petiet, etc..
Son nom est même apparu en 1926 parmi les quelques signataires français (avec notamment Duchemin, Peyerimhoff, Fougère, Richemond, président de l'Union des industries et métiers de la métallurgie, Horace Finaly de Paribas), d'un manifeste international pour la liberté économique, signé par des industriels et banquiers européens et américains. Le magazine américain Time soulignant que la signature des Français était étonnante, du fait de « l'arch-protectionist predilections of Frenchmen ». En fait, une petite délégation (Laederich, Fougère, Duchemin et Peyerimhoff) est allée trouver le ministre du commerce Lewandowski pour se justifier et se désolidariser en partie du manifeste, même s'ils s'alarment contre le « nationalisme douanier » : ils lui affirment qu’ils n’ont pas pris part aux discussions et qu’ils ont refusé de signer en juin, ne signant qu’une note indépendante presque analogue. Ils se déclarèrent pour « la suppression des obstacles au commerce européen » car ils ont la conviction que « dans l’établissement de la liberté économique gît le plus sur espoir de rétablir le commerce et le crédit du monde entier ». Les signataires précisent que le rétablissement d’une « monnaie saine » est nécessaire, et que ce rétablissement sera facilité par le rétablissement de « relations économiques entre les peuples sur des bases normales favorisant les échanges commerciaux ». Ce qui implique la condamnation de la « rigidité excessive des barrières tarifaires », des « exagérations, directes ou indirectes, de protectionnisme », des « obstacles apportés aux transactions internationales par des réglementations abusives des transports ». Il convient donc de supprimer ces « barrières artificielles », car « il est impossible à aucun État moderne de vivre et de prospérer, sans entretenir avec les autres États des rapports commerciaux ».
Toutefois, les animateurs de l'association restent eux rétifs aux États-Unis d'Europe et au libre-échangisme .
Outre le libre-échangisme, l'association a également combattu l'étatisme, avec Méline, Touron et R-S Carmichaël, notamment dans les années 1910. Robert S. Carmichaël et Eugène Touron s’opposèrent alors vivement à « toute extension de l’étatisme ». Carmichaël, pour qui « l’idéalisme utopique d’une bruyante minorité tend à faire de l’homme un parasite assisté et retraité au frais de la masse », appelait le patronat en 1910 à se lever « comme un seul homme pour protester  contre les atteintes à (...) la limitation de l’initiative privée, nerf de tous les progrès ». Il exigeait en 1914 « que le parlement cesse de toucher à tout ». Pour lui, le déficit budgétaire s’expliquait par les « fautes accumulant les dépenses sans souci de la force contributive du pays » : « Toucher à tout semble avoir été l’obsession de parlementaires en mal de popularité ou de réélection ». En 1912, le banquet organisé par Carmichaël pour fêter la réélection de Touron au Sénat rassemble de nombreux industriels et dirigeants d'associations patronales, des représentants de la presse parisienne (Le Temps, Le Journal des débats) et des économistes libéraux comme Paul Leroy-Beaulieu. Les orateurs (Touron, Carmichaël, Leroy-Beaulieu, le président de l'UIMM, Eugène Motte) y fustigent l'étatisme. En 1918, l'association « affirme sa résolution de lutter contre toute extension inutile et toute prolongation, au-delà du terme strictement imposé par l'état de guerre, des mesures d'ordre étatiste prises pour règlementer, en temps de guerre, la production nationale ».
Ses dirigeants ont de même combattu des lois sociales. Un Carmichaël et un Méline, au nom de l’Union textile et de l’Association de l’agriculture et de l’industrie françaises, signèrent la pétition patronale adressée à la Chambre des députés en 1905, dans le contexte des discussions sur les retraites ouvrières. Outre la question des charges que craignent les patrons, l’un de leurs arguments était que « le libre développement de la mutualité, énergiquement encouragé par de larges subventions de l’État, pourrait assurer beaucoup mieux que l’obligation légale, la solution du grave problème ( des retraites ) et parviendrait, par des efforts successifs à donner aux ouvriers et à leurs familles la sécurité du lendemain d‘autant plus rapidement et plus complètement que la richesses publique progresserait sans entraves et qu’on s’appuierait davantage sur la libre volonté des intéressés, sans laquelle aucune institution n’est durable dans une démocratie ». L’Association de l’agriculture et de l’industrie françaises, par la voix de Méline, affirmait en 1912 qu’il « importe que notre production nationale soit défendue mais qu’il ne suffit pas pour cela que notre régime douanier la protège, il faut aussi qu’on la préserve des accroissements de frais dont elle est accablée ou menacée par certaines lois sociales » (retraites ouvrières, loi des « dix heures »). L'AIAF a débattu de la journée de dix heures et de la loi sur le travail des enfants, des filles mineures et des femmes. Ses membres se sont opposés à la journée de 10 heures pour les ouvriers, même si certains membres, tel Auguste Badin, étaient favorables à une réduction du temps de travail. L'association proteste ainsi en 1894 contre « toute proposition tendant à fixer à moins de onze heures la journée [ de travail ] des enfants, filles mineures et femmes ». Elle a critiqué l'application de la Loi des huit heures (1919), au nom de la « liberté du travail » contre « l'intervention abusive de l'Etat ».